# 羅斯·漢伯里
喬姆利侯爵夫人莎拉·羅斯·喬姆利（英語：Sarah Rose Cholmondeley, Marchioness of Cholmondeley；1984年3月15日—）是一名英國貴族夫人，曾從事模特兒和政治研究工作。她的丈夫是第七代喬姆利侯爵大衛·喬姆利。

## 早年生活
莎拉·羅斯·漢伯里是網站設計師蒂莫西·漢伯里與時裝設計師艾瑪·漢伯里的長女；她的妹妹瑪麗娜於2011年嫁予第七代達蘭伯爵愛德華·蘭姆頓為其第三任妻子。她的外祖母是伊莉莎白·蘭巴特女勳爵，是陸軍元帥第十代卡文伯爵魯道夫·蘭巴特的女兒，並曾在伊莉莎伯公主與菲利普·蒙巴頓的伊莉莎白公主與菲利普·蒙巴頓的婚禮上擔任伴娘；她的祖母莎拉則是賽車手提姆·柏金的女兒。
漢伯里家族居住在艾塞克斯郡科吉舍爾的霍菲爾德農莊。羅斯曾就讀於斯多中學，並在開放大學取得學士學位。

## 職業生涯
羅斯曾在23歲時於經紀公司風暴國際擔任模特兒，並曾短暫為保守黨政治家麥可·戈夫擔任研究人員。

## 個人生活

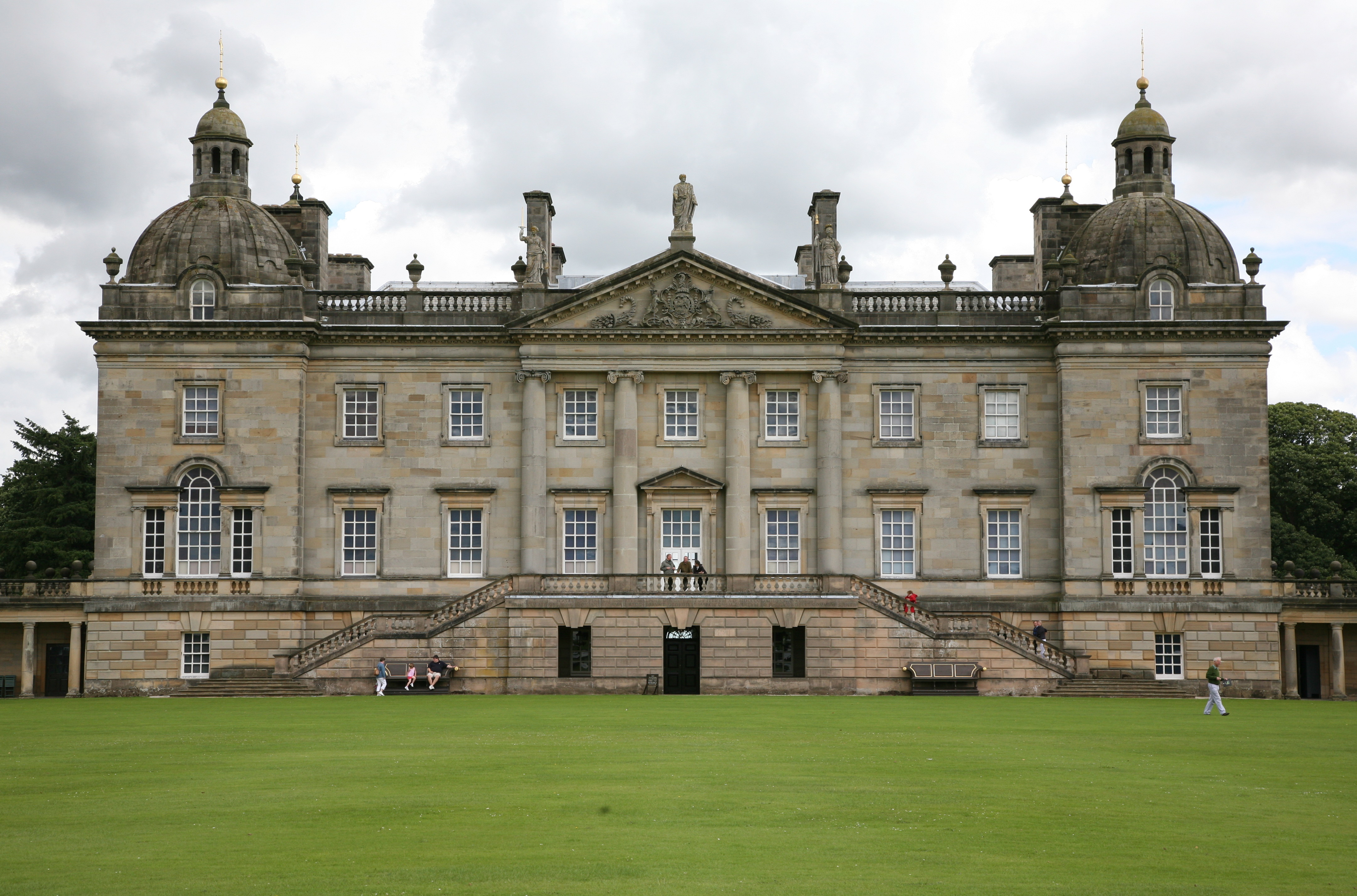
霍頓府

2009年6月24日，羅斯與在第七代喬姆利侯爵大衛·喬姆利在切爾西市政廳成婚，並僅僅在婚禮舉行兩天前向外界正式宣佈兩人訂婚的消息。夫妻二人婚後居於諾福克郡的霍頓府，並育有三名子女，長子與次子為雙胞胎：
- 羅克薩威治伯爵亞歷山大·休·喬治喬姆利（2009年10月12日—）
- 奧利佛·蒂莫西·喬治·喬姆利勳爵（2009年10月12日—）
- 艾里斯·瑪麗娜·艾琳·喬姆利女勳爵（2016年3月—）

據報導，侯爵夫婦與威廉王子和凱特王妃份屬好友；更曾有消息指羅斯插足二人的婚姻，但被其經律師澄清並否認。羅斯與凱特同屬東安格利亞兒童安寧療養院的贊助人；羅斯與丈夫也獲邀出席英王查爾斯三世和卡蜜拉王后的加冕禮，她的次子奧利佛更和威廉王子伉儷的長子喬治王子在加冕禮上一同為查爾斯三世擔任榮譽侍從。

## 榮譽
- 2023年5月6日：查爾斯三世加冕獎章（英语：King Charles III Coronation Medal）